# Долње Кочковце
Долње Кочковце (слч. Dolné Kočkovce) насељено је мјесто са административним статусом сеоске општине (слч. obec) у округу Пухов, у Тренчинском крају, Словачка Република.

## Становништво
| Година:    | 1994. | 2004.   | 2014.   | 2024.   |
| ---------- | ----- | ------- | ------- | ------- |
| Број људи: | 1158  | 1196    | 1226    | 1177    |
| Разлика:   |       | +3,28 % | +2,50 % | -3,99 % |

| Година:    | 2023. | 2024.   |
| ---------- | ----- | ------- |
| Број људи: | 1176  | 1177    |
| Разлика:   |       | +0,08 % |

Према подацима о броју становника из 2024. године насеље је имало 1177 становника.